# Cladocarpus unicornus
Cladocarpus unicornus is een hydroïdpoliep uit de familie Aglaopheniidae. De poliep komt uit het geslacht Cladocarpus. Cladocarpus unicornus werd in 1975 voor het eerst wetenschappelijk beschreven door Millard. 